# Шелеховка
Шелеховка — река на острове Парамушир в России.
Длина — 16 км. Площадь водосборного бассейна 49,6 км². Скорость течения менее 0,5 м/с. Средняя ширина по реке около 5-10 м, в нижней части у устья ширина около 15—20 м.
Протекает в центральной части острова в 48—49 км к ЮЮЗ от г. Северо-Курильск.
Берёт начало на северо-восточной стороне горы Камень хребта Левинсона-Лессинга. В верховьях сразу упирается в склоны горы Кедрач и поворачивает на северо-запад к Охотскому морю. В среднем и нижнем течении русло очень извилистое. Впадает в бухту Шелехова в 1 км к ЮВ от бывшего с. Шелехово на западном побережье острова.
Крупнейший приток — Южный Покой.
Территория водосбора относится к Северо-Курильскому городскому округу Сахалинской области.

## Данные водного реестра
По данным государственного водного реестра России относится к Амурскому бассейновому округу.